# Gomunice (gromada)
Gomunice – dawna gromada, czyli najmniejsza jednostka podziału terytorialnego Polskiej Rzeczypospolitej Ludowej w latach 1954–1972.
Gromady, z gromadzkimi radami narodowymi (GRN) jako organami władzy najniższego stopnia na wsi, funkcjonowały od reformy reorganizującej administrację wiejską przeprowadzonej jesienią 1954 do momentu ich zniesienia z dniem 1 stycznia 1973, tym samym wypierając organizację gminną w latach 1954–1972.
Gromadę Gomunice siedzibą GRN w Gomunicach utworzono – jako jedną z 8759 gromad na obszarze Polski – w powiecie radomszczańskim w woj. łódzkim, na mocy uchwały nr 36/54 WRN w Łodzi z dnia 4 października 1954. W skład jednostki weszły obszary dotychczasowych gromad Gomunice, Kletnia, Kletnia kolonia i Karkoszki (z wyłączeniem wsi Borowiecko i wsi Żarki) ze zniesionej gminy Dobryszyce w powiecie radomszczańskim, obszar dotychczasowej gromady Kocierzowy ze zniesionej gminy Gosławice w powiecie radomszczańskim, a także obszary dotychczasowych gromad Pytowice i Słostowice, ponadto osada Wielki Bór i osada fabryczna Wojciechów z dotychczasowej gromady Kamieńsk oraz wieś Kosówka z dotychczasowej gromady Ściegny ze zniesionej gminy Kamieńsk w powiecie piotrkowskim. Dla gromady ustalono 27 członków gromadzkiej rady narodowej.
29 lutego 1956 z gromady Gomunice wyłączono wieś Pytowice włączając ją do gromady Kamieńsk w powiecie piotrkowskim.
Gromada przetrwała do końca 1972 roku, czyli do kolejnej reformy gminnej. 1 stycznia 1973 w powiecie radomszczańskim utworzono gminę Gomunice.